# 萨姆·林奇
萨姆·林奇（英語：Sam Lynch，1975年11月29日—），爱尔兰男子赛艇运动员。他曾代表爱尔兰参加世界赛艇锦标赛，获得二枚金牌、一枚银牌和一枚铜牌。他也曾参加1996年和2004年夏季奥运会。